# 前川誠太
前川 誠太（まえかわ せいた、2003年4月4日 - ）は、京都府京都市右京区出身のプロ野球選手（内野手）。右投右打。広島東洋カープ所属。

## 経歴

### プロ入り前
京都市立嵯峨野小学校時代に太秦ベースボールズで野球を始め、京都市立蜂ヶ岡中学校時代は父がコーチを務めるボーイズリーグの京都嵐山ボーイズに所属した。
高校は福井県の敦賀気比高等学校に進学。入学直後から控えメンバー入りし、1年夏に第101回全国高等学校野球選手権大会に出場。2年春と及び2年夏（2020年）は新型コロナウイルスの感染拡大の影響で全国大会が中止となったが、代わりに行われた夏の福井県独自大会は3番打者としてチームを県大会3連覇に導いた。3年時は春夏連続で甲子園出場。夏は全3試合で5番に座り、10打数4安打3打点の成績を残したが、準々決勝で京都国際にサヨナラで敗れた。
2021年10月11日に開催されたNPBドラフト会議において広島東洋カープから育成選手ドラフト2位で指名を受け、11月10日に支度金319万円、年俸250万円（金額は推定）で仮契約を結んだ。背番号は127。

### 広島時代
2022年は、高卒育成枠新人ながら夏場以降はウエスタン・リーグ公式戦の出場を増やし、50試合に出場して打率.198、0本塁打、11打点、2盗塁の成績を残した。
2023年、4月30日のウエスタン・リーグ対中日ドラゴンズ戦でプロ初本塁打を放った。この年はウエスタン・リーグ公式戦56試合に出場、打率.185、23安打1本塁打6打点3盗塁の成績を収めた。
2024年はウエスタン・リーグ公式戦64試合に出場し、打率.277、3本塁打、13打点、3盗塁の成績を収め、長打率を前年の.258から.405に向上させた。育成での入団から3年が経過し、10月29日に戦力外通告を受けたが、11月18日に再契約した。
2025年は7月27日時点で、ウエスタン・リーグ公式戦に66試合出場し、打率.286、0本塁打、20打点、2盗塁を記録。4月27日まで打率4割をマークするなど打力で結果を残した。これらの活躍が評価され、7月28日、支配下登録された。そして、8月5日、1軍昇格を果たした。背番号は93。

## 選手としての特徴・人物
父は京都府立北嵯峨高等学校の2年生エースとして京都大会から1人で投げ抜き第69回全国高等学校野球選手権大会に出場。ベスト8入りを果たしている。

## 詳細情報

### 記録

#### 初記録
- 初出場・初打席：2025年8月5日、対横浜DeNAベイスターズ15回戦（横浜スタジアム）、7回表に中﨑翔太の代打で出場、宮城滝太から投ゴロ[15]
- 初安打・初打点：2025年8月7日、対横浜DeNAベイスターズ17回戦（横浜スタジアム）、4回表に坂本裕哉から右翼線適時二塁打[16]
- 初先発出場：2025年8月8日、対中日ドラゴンズ18回戦（バンテリンドーム ナゴヤ）、「8番・二塁手」で先発出場[17]

### 背番号
- 127（2022年 - 2025年7月27日）
- 93（2025年7月28日[14] -）